# 12 Heures de Sebring 2015
Navigation
Édition précédente Édition suivante
Les 12 Heures de Sebring 2015 (63rd Annual Mobil1 12 Hours of Sebring Fueled By Fresh From Florida) se déroulent le 21 mars 2015, sont la 63e édition de l'épreuve et sont la deuxième manche du championnat United SportsCar Championship 2015.

## Circuit

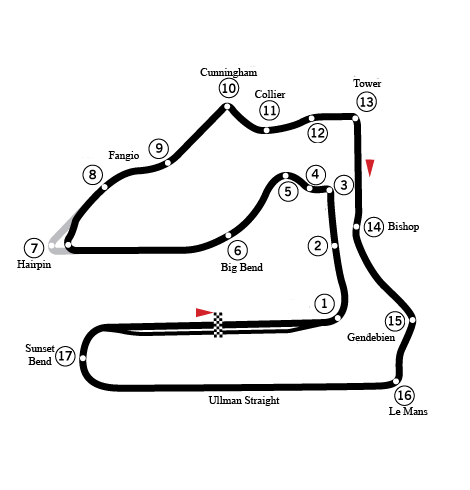
Le Sebring International Raceway, cadre des 12 Heures de Sebring 2015.

Les 12 Heures de Sebring 2015 se déroulent sur le Sebring International Raceway situé en Floride. Il est composé de deux longues lignes droites, séparées par des courbes rapides ainsi que quelques chicanes. Ce tracé a un grand passé historique car il est utilisé pour des courses automobiles depuis 1950. Ce circuit est célèbre car il a accueilli la Formule 1.

## Qualifications
La pole position a été signée par Olivier Pla au volant de la Ligier JS P2 avec un temps de 1 min 51 s 152 à 194,941 km/h de moyenne.

## Course

### Résultats Course
Voici le classement au terme de la course.
- Les vainqueurs de chaque catégorie sont signalés par un fond jauni.

| 1        | P    | 5   | Action Express Racing                    | João Barbosa Christian Fittipaldi Sébastien Bourdais             | Chevrolet Corvette DP        | 340 |
| 2        | P    | 10  | Wayne Taylor Racing                      | Ricky Taylor Jordan Taylor Max Angelelli                         | Chevrolet Corvette DP        | 339 |
| 3        | P    | 90  | VisitFlorida.com Racing                  | Richard Westbrook Michael Valiante Mike Rockenfeller             | Chevrolet Corvette DP        | 339 |
| 4        | P    | 01  | Chip Ganassi Racing with Felix Sabates   | Joey Hand Scott Pruett Scott Dixon                               | Riley MkXXVI                 | 339 |
| 5        | P    | 31  | Action Express Racing                    | Dane Cameron Eric Curran Massimiliano Papis                      | Chevrolet Corvette DP        | 338 |
| 6        | PC   | 52  | PR1/Mathiasen Motorsports                | Tom Kimber-Smith Mike Guasch Andrew Palmer                       | Oreca FLM09                  | 334 |
| 7        | PC   | 54  | CORE Autosport                           | Colin Braun Jon Bennett James Gue                                | Oreca FLM09                  | 334 |
| 8        | P    | 57  | Krohn Racing                             | Olivier Pla Tracy Krohn Niclas Jönsson                           | Ligier JSP2                  | 334 |
| 9        | PC   | 38  | Performance Tech Motorsports             | Conor Daly Jerome Mee James French                               | Oreca FLM09                  | 333 |
| 10       | GTLM | 3   | Corvette Racing                          | Antonio García Jan Magnussen Ryan Briscoe                        | Chevrolet Corvette C7.R      | 330 |
| 11       | GTLM | 62  | Risi Competizione                        | Pierre Kaffer Giancarlo Fisichella Andrea Bertolini              | Ferrari 458 Italia GT2       | 330 |
| 12       | GTLM | 17  | Team Falken Tire                         | Wolf Henzler Bryan Sellers Patrick Long                          | Porsche 911 RSR (991)        | 329 |
| 13       | GTLM | 24  | BMW Team RLL                             | Lucas Luhr John Edwards Jens Klingmann                           | BMW Z4 GTE                   | 329 |
| 14       | GTLM | 911 | Porsche North America                    | Patrick Pilet Nick Tandy Richard Lietz Earl Bamber               | Porsche 911 RSR (991)        | 328 |
| 15       | GTD  | 23  | Team Seattle Alex Job Racing             | Mario Farnbacher Ian James Alex Riberas                          | Porsche 911 GT America       | 318 |
| 16       | GTD  | 007 | TRG-AMR                                  | James Davison Christina Nielsen Brandon Davis                    | Aston Martin V12 Vantage GT3 | 318 |
| 17       | GTLM | 98  | Aston Martin Racing                      | Pedro Lamy Paul Dalla Lana Darren Turner Mathias Lauda           | Aston Martin Vantage V8      | 318 |
| 18       | GTD  | 63  | Scuderia Corsa                           | Anthony Lazzaro Bill Sweedler Townsend Bell                      | Ferrari 458 Italia Grand-Am  | 318 |
| 19       | GTD  | 93  | Riley Motorsports                        | Ben Keating Al Carter Marc Goossens Cameron Lawrence             | Dodge Viper SRT GT3-R        | 317 |
| 20       | GTD  | 48  | Paul Miller Racing                       | Bryce Miller Christopher Haase Dion von Moltke                   | Audi R8 LMS Grand-Am         | 317 |
| 21       | GTLM | 912 | Porsche North America                    | Frédéric Makowiecki Jörg Bergmeister Nick Tandy Earl Bamber      | Porsche 911 RSR (991)        | 317 |
| 22       | GTLM | 25  | BMW Team RLL                             | Dirk Werner Bill Auberlen Augusto Farfus                         | BMW Z4 GTE                   | 317 |
| 23       | GTD  | 58  | Wright Motorsports                       | Jan Heylen Madison Snow Milo Valverde                            | Porsche 911 GT America       | 316 |
| 24       | GTD  | 22  | Alex Job Racing                          | Leh Keen Cooper MacNeil Andrew Davis                             | Porsche 911 GT America       | 316 |
| 25       | GTD  | 97  | Turner Motorsport                        | Boris Said III Michael Marsal Markus Palttala Andy Priaulx       | BMW Z4 GTE                   | 315 |
| 26       | P    | 50  | Fifty Plus Racing                        | Jim Pace Byron Defoor David Hinton Dorsey Schroeder              | Riley MkXXVI                 | 309 |
| 27       | GTD  | 49  | AF Corse                                 | Piergiuseppe Perazzini Rui Águas Marco Cioci Vicente Potolicchio | Ferrari 458 Italia Grand-Am  | 308 |
| 28       | PC   | 8   | Starworks Motorsport                     | Alex Popow Renger van der Zande Mirco Schultis                   | Oreca FLM09                  | 280 |
| 29       | PC   | 16  | BAR1 Motorsports                         | Martin Plowman Marc Drumwright Tomy Drissi David Cheng           | Oreca FLM09                  | 194 |
| 30       | P    | 07  | SpeedSource                              | Tom Long Joel Miller Ben Devlin Sylvain Tremblay                 | Mazda Prototype              | 104 |
| 31       | P    | 0   | Claro TracFone DeltaWing Racing          | Memo Rojas Katherine Legge Andrew Meyrick                        | DeltaWing DWC13              | 60  |
| 32       | P    | 60  | Michael Shank Racing with Curb Agajanian | Oswaldo Negri John Pew Justin Wilson                             | Ligier JSP2                  | 46  |
| 33       | GTD  | 45  | Flying Lizard Motorsports                | Marco Holzer Robert Thorne Colin Thompson                        | Audi R8 LMS Grand-Am         | 23  |
| Abandons |      |     |                                          |                                                                  |                              |     |
| 34       | GTD  | 33  | Riley Motorsports                        | Jeroen Bleekemolen Ben Keating Sebastiaan Bleekemolen            | Dodge Viper SRT GT3-R        | 314 |
| 35       | PC   | 85  | JDC-Miller Motorsports                   | Rusty Mitchell Mikhail Goikhberg Chris Miller Gerry Kraut        | Oreca FLM09                  | 290 |
| 36       | PC   | 11  | RSR Racing                               | Chris Cumming Bruno Junqueira Gustavo Menezes                    | Oreca FLM09                  | 267 |
| 37       | GTLM | 4   | Corvette Racing                          | Tommy Milner Oliver Gavin Simon Pagenaud                         | Chevrolet Corvette C7.R      | 264 |
| 38       | P    | 2   | Tequila Patron ESM                       | Johannes van Overbeek Ed Brown Jon Fogarty                       | HPD ARX-03b                  | 211 |
| 39       | GTD  | 44  | Magnus Racing                            | Andy Lally John Potter Marco Seefried                            | Porsche 911 GT America       | 179 |
| 40       | P    | 1   | Tequila Patron ESM                       | Ryan Dalziel Scott Sharp David Heinemeier Hansson                | HPD ARX-03b                  | 162 |
| 41       | GTD  | 73  | Park Place Motorsports                   | Spencer Pumpelly Patrick Lindsey Jim Norman                      | Porsche 991 GT America       | 155 |
| 42       | P    | 70  | SpeedSource                              | Tristian Nunez Jonathan Bomarito Sylvain Tremblay                | Mazda Prototype              | 111 |
| 43       | GTD  | 81  | GB Autosport                             | Damien Faulkner Mike Skeen Michael Avenatti Kuba Giermaziak      | Porsche 991 GT America       | 97  |

### Non partants
Voici les équipes, les pilotes et les voitures, qui ont été initialement inscrits pour la course, mais qui n'ont pas participé pour diverses raisons.
| Position | Catégorie | N°  | Écurie                       | Pilotes                     | Voiture                  |
| -------- | --------- | --- | ---------------------------- | --------------------------- | ------------------------ |
| 44       | GTD       | 009 | TRG-AMR                      |                             | Aston Martin V12 Vantage |
| 45       | P         | 7   | Starworks Motorsport         | Scott Mayer Brendon Hartley | Riley MkXXVI             |
| 46       | GTD       | 18  | Muehlner Motorsports America |                             | Porsche 991 GT America   |
| 47       | GTD       | 19  | Muehlner Motorsports America | Connor De Phillippi         | Porsche 991 GT America   |

### Vainqueurs par catégorie
| Catégorie | Pilote           | Pilote               | Pilote             | Voiture                 | Position dans la catégorie |
| --------- | ---------------- | -------------------- | ------------------ | ----------------------- | -------------------------- |
| P         | João Barbosa     | Christian Fittipaldi | Sébastien Bourdais | Chevrolet Corvette DP   | Vainqueurs                 |
| PC        | Tom Kimber-Smith | Mike Guasch          | Andrew Palmer      | Oreca FLM09             | Rang 6                     |
| GTLM      | Antonio García   | Jan Magnussen        | Ryan Briscoe       | Chevrolet Corvette C7.R | Rang 10                    |
| GTD       | Mario Farnbacher | Ian James            | Alex Riberas       | Porsche 911 GT America  | Rang 15                    |